# Cymatoceps nasutus
Cymatoceps nasutus är en fiskart som först beskrevs av Castelnau, 1861.  Cymatoceps nasutus ingår i släktet Cymatoceps och familjen havsrudefiskar. Inga underarter finns listade i Catalogue of Life.